# Jacques Matarasso
Jacques Matarasso, né le 15 septembre 1916 à Barcelone et mort le 2 mai 2015 à Nice, est un libraire et éditeur français.

## Biographie

### Une enfance européenne
Jacques Matarasso est né à Barcelone le 15 septembre 1916. Fils d'Henri Matarasso, libraire et de Henriette Cohen. Il est donc le neveu du banquier Albert Matarasso, et le cousin de l'avocat Léo Matarasso,  avocat honoraire, membre du parti communiste et ancien président de la Ligue internationale pour le droit et la libération des peuples.
Il passe la majeure partie de son enfance en Belgique avant de rejoindre son père à Paris au début des années 1930.

### Ses débuts parisiens
En 1930, son père achète une librairie au 72 rue de Seine à Paris où il commence à travailler avec lui vers 1932. Intéressé par les travaux des surréalistes, Jacques commence à collectionner leurs livres et à les exposer dans la librairie de son père. C'est ainsi que la librairie de la rue de Seine commence à voir défiler les auteurs surréalistes parmi lesquels Louis Aragon, André Breton, Benjamin Péret, Paul Eluard et René Char.
C'est également à cette période qu'il commence à se familiariser avec le monde de l'édition en participant notamment à la correction des épreuves d'un livre d'Henri Michaux publié par son père Entre centre et absence.
Né grec, Jacques est naturalisé français en décembre 1939. De ce fait, il ne participe pas à la drôle de guerre l'armistice de 1940 ayant suspendu sa mobilisation. Il conserve son activité de libraire à Paris jusqu'en 1941 puis, sous la menace allemande, se résout à passer en zone libre. Après un bref passage à Toulouse, il choisit Nice comme terre d'exil.

### L'aventure niçoise
Pendant la seconde guerre mondiale, il est contraint de quitter Paris et se réfugie à Nice. Il y ouvre une première librairie en 1941 rue Alberti. Il s'y marie également à l'église Jeanne d'Arc en 1942. La guerre terminée et revenu à Nice, il ouvre le 2 décembre 1946 une librairie en appartement située au premier étage d'un immeuble du 2 rue de Russie. Il y côtoie alors des artistes encore anonymes dont Nicolas de Staël qu'il a connu pendant la guerre. Enfin, c'est le 1er juillet 1950 qu'il installe sa librairie à son adresse historique du 2 rue Longchamp. En  septembre 1951, il se remarie avec la femme qui sera sa compagne de toujours et également grande amatrice d'art, Madeleine Suzenet. C'est à cette époque qu'il commence à vendre des estampes. Il va rapidement devenir l'un des premiers défenseurs de la naissante École de Nice. Il est, par exemple, le premier à exposer les « cachets » d'Arman ou encore les cartons ondulés de Bernar Venet. Sa librairie devient également un moteur important de la création artistique à Nice et permet à tout un microcosme de se rencontrer et d'échanger. Ainsi quelques oeuvres vont naitre de cette proximité avec les artistes dont une d'Arman constituée des déchets récupérés dans le cendrier de la librairie. C'est aussi auprès de cette jeune génération qu'il va commencer à éditer des livres d'artiste. Son premier livre est issu d'une collaboration entre l'écrivain Michel Butor et l'artiste Julius Baltazar. Il paraît en 1980. Sur tous les ouvrages qu'il éditera par la suite, seuls quelques uns feront l'objet d'un dépôt légal.

### Le passage de flambeau
En 1993, Jacques cède la librairie à sa fille Laure. Il ne quitte pourtant pas le monde de l'art pour autant. Il est présent à tous les vernissage et entretient toujours des liens profonds avec les artistes qu'il a défendu. Toutefois, il commence à vendre sa collection personnelle dédiée au surréalisme. Une première vente est organisée à Paris en décembre 1993 puis une deuxième le 28 avril 1994. Puis d'une vente le 28 octobre 2000 durant laquelle un toile d'Yves Klein fut adjugée 2,1 millions de francs, somme considérable à l'époque. Elle seront suivies d'une vente en trois vacations en 2012 puis de la vente d'une partie de la collection qu'il a rassemblé avec sa femme Madeleine autour de l'École de Nice chez Artcurial en 2014.
Il meurt à Nice le 1er mai 2015.

## Textes édités par Jacques Matarasso
- Colloque des mouches, Michel Butor, gravures de Julius Baltazar, J.Matarasso Nice, 1980.
- Turbulences, Michel Déon, gravures de Julius Baltazar, J.Matarasso Nice, 1981.
- Au sérail d'Ivry, Michel Butor, gravure de Julius Baltazar, J.Matarasso Nice, 1982.
- Poèmes, Fernando Arrabal, gravures de Georges Visat, J.Matarasso Nice, 1982.